# Protalebra curvilinea
Protalebra curvilinea är en insektsart som först beskrevs av David D. Gillette 1898.  Protalebra curvilinea ingår i släktet Protalebra och familjen dvärgstritar. Inga underarter finns listade i Catalogue of Life.